# Aldo Serena
Aldo Serena (Montebelluna, 25 juni 1960) is een voormalig Italiaans profvoetballer. Hij speelde voor verscheidene Italiaanse topclubs en werd in 1989 topscorer van de Serie A.

## Clubcarrière
Aldo Serena werd geboren in het in Italië noordelijk gelegen Montebelluna. In die stad maakte hij op 17-jarige leeftijd zijn debuut. Hij speelde voor het plaatselijke en bescheiden Calcio Montebelluna. Maar omwille van zijn jonge leeftijd en zijn neus voor doelpunten werd Serena toch opgemerkt door enkele topclubs. Na reeds één seizoen lokte Internazionale de aanvaller naar Milaan.
Maar de jonge knaap verdween in zijn eerste seizoen op het hoogste niveau volledig in de schaduw van aanvallers Alessandro Altobelli en Carlo Muraro. In 1979 nam Serena wat gas terug en verhuisde hij naar Como, dat in de Serie B speelde. Bij Como kreeg hij meer speelkansen. De club dwong op het einde van het seizoen de promotie naar de Serie A af. Maar Aldo Serena bleef een afdeling lager. Hij tekende een contract bij Bari, waar hij volledig doorbrak.
Nadien volgde een herkansing bij Inter. Serena kon nu rekenen op enkele seizoenen ervaring, maar dat leverde hem slechts enkele speelgelegenheden meer op. Serena moest voor het scorend vermogen zorgen, maar verdween opnieuw in de schaduw van zijn ploegmaats Altobelli en Evaristo Beccalossi. Hij scoorde dat jaar wel in de finale van de Coppa Italia, waardoor Inter won van Torino. Toch verdween hij opnieuw na één seizoen uit beeld bij Inter. Hij verkaste naar stadsrivaal AC Milan.
Die overstap werd niet door iedereen in dank aanvaard, maar omdat Serena op dat ogenblik nog geen echte sterkhouder was, verliep de overgang naar AC Milan in alle rust. Op het einde van het voetbaljaar keerde hij terug naar Inter. Opnieuw werd hij er geen titularis, maar deze keer kon hij het grote publiek wel meer behagen. Hij scoorde 8 keer in de competitie en werd ook voor de eerste keer opgeroepen voor de nationale ploeg.
Maar omdat Serena zich nooit volledig ontwikkelde als een goaltjesdief mocht hij terug vertrekken. Hij belandde voor één seizoen bij Torino en vertrok dan naar streekgenoot Juventus. Daar kreeg de carrière van de ondertussen 25-jarige aanvaller een nieuwe duw in de rug. In het elftal van trainer Giovanni Trapattoni werd hij een belangrijke pion. Het team kon in die dagen rekenen op spelers als Michel Platini, Gaetano Scirea en Michael Laudrup. In 1986 werd Juventus kampioen. In 1987 besloot Serena het nog een laatste keer te proberen bij Inter.
Aldo Serena vond een hele nieuwe generatie terug bij Inter. Ouderdomsdeken Altobelli maakte nog steeds deel uit van het team, maar werd nu zelf overschaduwd door zijn jongere ploegmaats. Heel wat nieuwe talenten hadden Inter vergezeld, waaronder Enzo Scifo en Salvatore Nobile. Bovendien vond hij er nu ook Trapattoni terug als coach. Serena ontpopte zich tot een publiekslieveling door belangrijke doelpunten te maken. Zo scoorde hij op 11 december 1988 het winnende doelpunt in de derby tegen AC Milan. Op het einde van het seizoen mocht Inter zich tot kampioen kronen. Serena zelf werd met 22 doelpunten topschutter.
Hij bleef uiteindelijk, net als Trapattoni, tot 1991 bij Inter. Nadien volgde er een voor de supporters onmogelijke transfer naar AC Milan. Serena zag zijn populariteit zienderogen afnemen en werd door de aanhang van Inter bestempeld als een verrader. Hij kwam nog amper in actie voor Milan en zette in 1993 een punt achter zijn professionele loopbaan. Telkens als hij als clublegende nog eens naar Inter terugkeert, blijven enkele trouwe supporters hem uitjouwen.

## Interlandcarrière
In 1984 werd Serena voor de eerste keer opgeroepen voor de nationale ploeg. Het was bondscoach Enzo Bearzot die hem voor het eerst in de selectie opnam. Net als verdediger Roberto Tricella maakte hij zijn debuut op 8 december 1984 in Pescara in de vriendschappelijke wedstrijd tegen Polen (2-0). Hij trad in dat duel na 79 minuten aan als vervanger van Alessandro Altobelli.
Serena mocht in 1986 mee naar het wereldkampioenschap in Mexico. Italië sneuvelde daar in de achtste finales. Nadien kreeg Azeglio Vicini de leiding over de nationale ploeg. Hij nam Serena in 1990 ook mee naar het wereldkampioenschap. Italië was toen gastland en hoorde zeker bij de favorieten. In de halve finale werd Italië echter uitgeschakeld door Argentinië na het nemen van strafschoppen, mede door de gemiste strafschop van Serena. De Azzurri werden uiteindelijk derde. Serena scoorde één keer op dat WK, toevallig op zijn 30ste verjaardag. Dat jaar werd hij ook voor het laatste maal opgeroepen voor de nationale elf.
In 1984 nam Serena ook deel aan de Olympische Zomerspelen van 1984, waar Italië in de halve finales werd uitgeschakeld door Brazilië.
| Interlands van Aldo Serena voor Italië | Interlands van Aldo Serena voor Italië | Interlands van Aldo Serena voor Italië | Interlands van Aldo Serena voor Italië | Interlands van Aldo Serena voor Italië | Interlands van Aldo Serena voor Italië |
| №                                      | Datum                                  | Wedstrijd                              | Uitslag                                | Competitie                             | Goals                                  |
| Als speler van Torino                  | Als speler van Torino                  | Als speler van Torino                  | Als speler van Torino                  | Als speler van Torino                  | Als speler van Torino                  |
| -------------------------------------- | -------------------------------------- | -------------------------------------- | -------------------------------------- | -------------------------------------- | -------------------------------------- |
| 1                                      | 08.12.1984                             | Italië – Polen                         | 2 – 0                                  | Vriendschappelijk                      | 0                                      |
| 2                                      | 05.02.1985                             | Ierland – Italië                       | 1 – 2                                  | Vriendschappelijk                      | 0                                      |
| Als speler van Juventus                |                                        |                                        |                                        |                                        |                                        |
| 3                                      | 16.11.1985                             | Polen – Italië                         | 1 – 0                                  | Vriendschappelijk                      | 0                                      |
| 4                                      | 05.02.1986                             | Italië – West-Duitsland                | 1 – 2                                  | Vriendschappelijk                      | Goal                                   |
| 5                                      | 11.05.1986                             | Italië – China                         | 2 – 0                                  | Vriendschappelijk                      | 0                                      |
| 6                                      | 15.11.1986                             | Italië – Zwitserland                   | 3 – 2                                  | EK-kwalificatie                        | 0                                      |
| 7                                      | 28.05.1987                             | Noorwegen – Italië                     | 0 – 0                                  | Vriendschappelijk                      | 0                                      |
| 8                                      | 10.06.1987                             | Argentinië – Italië                    | 1 – 3                                  | Vriendschappelijk                      | 0                                      |
| Als speler van Internazionale          |                                        |                                        |                                        |                                        |                                        |
| 9                                      | 22.12.1988                             | Italië – Schotland                     | 2 – 0                                  | Vriendschappelijk                      | 0                                      |
| 10                                     | 22.02.1989                             | Italië – Denemarken                    | 1 – 0                                  | Vriendschappelijk                      | 0                                      |
| 11                                     | 25.03.1989                             | Oostenrijk – Italië                    | 0 – 1                                  | Vriendschappelijk                      | 0                                      |
| 12                                     | 22.04.1989                             | Italië – Uruguay                       | 1 – 1                                  | Vriendschappelijk                      | 0                                      |
| 13                                     | 26.04.1989                             | Italië – Hongarije                     | 4 – 0                                  | Vriendschappelijk                      | 0                                      |
| 14                                     | 11.11.1989                             | Italië – Algerije                      | 1 – 0                                  | Vriendschappelijk                      | Goal                                   |
| 15                                     | 15.11.1989                             | Engeland – Italië                      | 0 – 0                                  | Vriendschappelijk                      | 0                                      |
| 16                                     | 21.12.1989                             | Italië – Argentinië                    | 0 – 0                                  | Vriendschappelijk                      | 0                                      |
| 17                                     | 21.02.1990                             | Nederland – Italië                     | 0 – 0                                  | Vriendschappelijk                      | 0                                      |
| 18                                     | 31.03.1990                             | Zwitserland – Italië                   | 0 – 1                                  | Vriendschappelijk                      | 0                                      |
| 19                                     | 25.06.1990                             | Italië – Uruguay                       | 2 – 0                                  | WK-eindronde                           | Goal                                   |
| 20                                     | 30.06.1990                             | Italië – Ierland                       | 1 – 0                                  | WK-eindronde                           | 0                                      |
| 21                                     | 03.07.1990                             | Italië – Argentinië                    | 1 – 1                                  | WK-eindronde                           | 0                                      |
| 22                                     | 17.10.1990                             | Hongarije – Italië                     | 1 – 1                                  | EK-kwalificatie                        | 0                                      |
| 23                                     | 03.11.1990                             | Italië – Sovjet-Unie                   | 0 – 0                                  | EK-kwalificatie                        | 0                                      |
| 24                                     | 22.12.1990                             | Cyprus – Italië                        | 0 – 4                                  | EK-kwalificatie                        | Goal · Goal                            |

## Erelijst
Juventus
- Serie A: 1985/86
- Wereldbeker voor clubteams: 1985

 Internazionale
- Serie A: 1988/89
- Coppa Italia: 1981/82
- Supercoppa Italiana: 1989
- UEFA Cup: 1990/91

 AC Milan
- Serie A: 1991/92, 1992/93
- Supercoppa Italiana: 1992

Individueel
- Topscorer Serie A: 1988/89

Onderscheidingen
- 5e Klasse/Ridder: Cavaliere Ordine al Merito della Repubblica Italiana: 1991